# Huutosaari (ö i Södra Savolax, Nyslott, lat 61,96, long 28,92)
Huutosaari är en ö i Finland. Den ligger i sjön Seppäjärvi och i kommunen Nyslott i  landskapet Södra Savolax, i den sydöstra delen av landet, 290 km nordost om huvudstaden Helsingfors. Öns area är 0,3 hektar och dess största längd är 120 meter i öst-västlig riktning.